# عرب تشيلي
التشيليين العرب هم المهاجرين إلى تشيلي من العالم العربي. أكثرهم من المسيحيين وهاجروا لأسباب اقتصادية من فلسطين،والأردن، وسوريا، ولبنان، وصلوا في تشيلي في منتصف القرون الـ19 وبداية القرن 20.
- طالع مقالات عن المهجر والشتات في شمال إفريقيا والشرق الأوسط:

- عرب مغتربون
- شتات لبناني
- شتات مغربي
- شتات سوري
- هايتي لبناني
- جنوب إفريقي لبناني
- سنغالي لبناني
- نيوزيلندي لبناني